# Viols-en-Laval
Viols-en-Laval – miejscowość i gmina we Francji, w regionie Oksytania, w departamencie Hérault.
Według danych na rok 1990 gminę zamieszkiwały 82 osoby, a gęstość zaludnienia wynosiła 5 osób/km² (wśród 1545 gmin Langwedocji-Roussillon Viols-en-Laval plasuje się na 819. miejscu pod względem liczby ludności, natomiast pod względem powierzchni na miejscu 484.).

## Populacja

Populacja Viols-en-Laval w latach 1962-2008